# Olibrus particeps
Olibrus particeps é uma espécie de insetos coleópteros polífagos pertencente à família Phalacridae.
A autoridade científica da espécie é Mulsant & Rey, tendo sido descrita no ano de 1861.
Trata-se de uma espécie presente no território português.